# Ягю (род)
Род Ягю (яп. 柳生氏 Ягю-си) — самурайский род, возглавляющий школу кэндзюцу Ягю Синкагэ-рю и воспитавший нескольких знаменитых фехтовальщиков.
Мон рода — Варэмоко ни Судзумэ (地楡に雀, Кровохлёбка и воробьи). Существует альтернативный камон Ягюгаса (柳生笠, Каса Ягю), представляющий собой две шляпы. Первоначально это был мон рода Сакадзаки; считается, что когда Сакадзаки Наомори взял на себя ответственность за инцидент с Сэнхимэ, перед тем как покончил с собой он получил выговор от своего друга Ягю Мунэнори и поблагодарил его, дав право пользоваться своим камоном.

## История
Местом происхождения семьи Ягю является деревня Ягю-го, уезда Соэками (нынешний район Ягю-мура, города Нара), расположенная в северной части провинции Ямато.
Согласно «Генеалогии ханов» за авторством Араи Хакусэки (или более поздним источникам), род Ягю происходит от рода Сугавара, а Сугавара-но Митидзанэ, как считается, является их предком.
Согласно семейному архиву, в 1331 году Ягю Нагатин, сражавшийся против войск Ходзё Накатоки и Ходзё Токимасу, был награждён землями в провинции Ямато императором Го-Дайго за выдающиеся заслуги в войне Гэнко. Однако считается, что записи из архива не соответствует сложившиеся традиции.
В период Сэнгоку Ягю «Сэкисюсай» Мунэтоси, который унаследовал школу Синкагэ-рю от Камиидзуми Нобуцуны, был потомком Ягю Нагатина в 8-м поколении.
Род Ягю в период Муромати — небольшая феодальная семья, вассал Кидзавы Нагамасы и Цуцуи Дзюнсё. В 1559 году, когда Мацунага Хисахидэ вторгся в Ямато, Ягю Мунэтоси служил под командованием Хисахидэ и укрепил его доверие, став доверенным лицом Мацунаги. Когда Хисахидэ заключил союз с Одой Нобунагой, Мунэтоси получил признание и стал военачальником в основой армии Мацунаги. Однако, когда Хисахидэ начал сражаться против Оды Нобунаги в 1577 году, Ягю Мунэтоси не последовал за Цуцуи Дзюнкэем, который защищал Ямато, и вступил в сговор с Тоти Тонагой, у которого были с ним близкие отношения. Кроме того, территория Ягю в 2000 коку была конфискована Тоётоми Хидэёси (по земельному кадастру) за преступление сокрытия рисовых полей, и она постепенно пришла в упадок.
В это время, Мунэтоси приобрёл славу великого фехтовальщика, и такие даймё, как Мори Тэрумото, были его учениками. В 1594 году он встретился с Иэясу Токугавой, при посредничестве Куроды Нагамасы, и продемонстрировал своё мастерство владения мечом перед Иэясу, и получил предложение стать наставником. Мунэтоси, которому в то время было уже 66 лет, отклонил это предложение и вместо себя рекомендовал своего пятого сына Ягю Мунэнори в качестве наставника. В итоге род Ягю, пришедший в упадок во времена Оды Нобунаги и Тоётоми Хидэёси, снова возвысился во времена Иэясу Токугавы.

Альтернативный камон Ягюгаса, полученный от Сакадзаки Наомори

В битве при Сэкигахаре в 1600 году Иэясу приказал Ягю Мунэнори участвовать в заговоре местных правящих семей в провинции Ямато, а также способствовать подрыву тыла западной армии. В следующем году, в дополнение к 2000 коку его бывших территорий, ему добавили 1000 коку, и Мунэнори стал военным наставником Токугавы Хидэтады. Считается, что Мунэнори пользовался большим доверием Хидэтады. В 1614—1615 годах он служил проводником армии Токугавы в провинции Ямато в зимней и летней осакских кампаниях. В следующем году Ягю служил личным телохранителем Хидэтады и убил 7 вражеских солдат. Мунэнори служил трём поколениям семьи Токугава и получил титул даймё.
После смерти Ягю Мунэнори земли княжества Ягю были разделены между тремя сыновьями: Мицуёси, Мунэфую и Гисэн, из-за чего род Ягю перешёл в статус хатамото, но позже Ягю Мунэфую вновь стал даймё, когда унаследовал главенство в семье после смерти брата Мицуёси. Род Ягю правил княжеством до реставрации Мэйдзи.
После реставрации Мэйдзи род был произведён в кадзоку, а в 1884 году Ягю Тосимасу был присвоен титул сисяку. Его сын, Ягю Тосинага, стал полковником Императорской армии Японии и членом Палаты пэров Японии. Резиденция сисяку Ягю находилась в Токио в районе станции Ёёги в Сибуя.